# Balboastraat

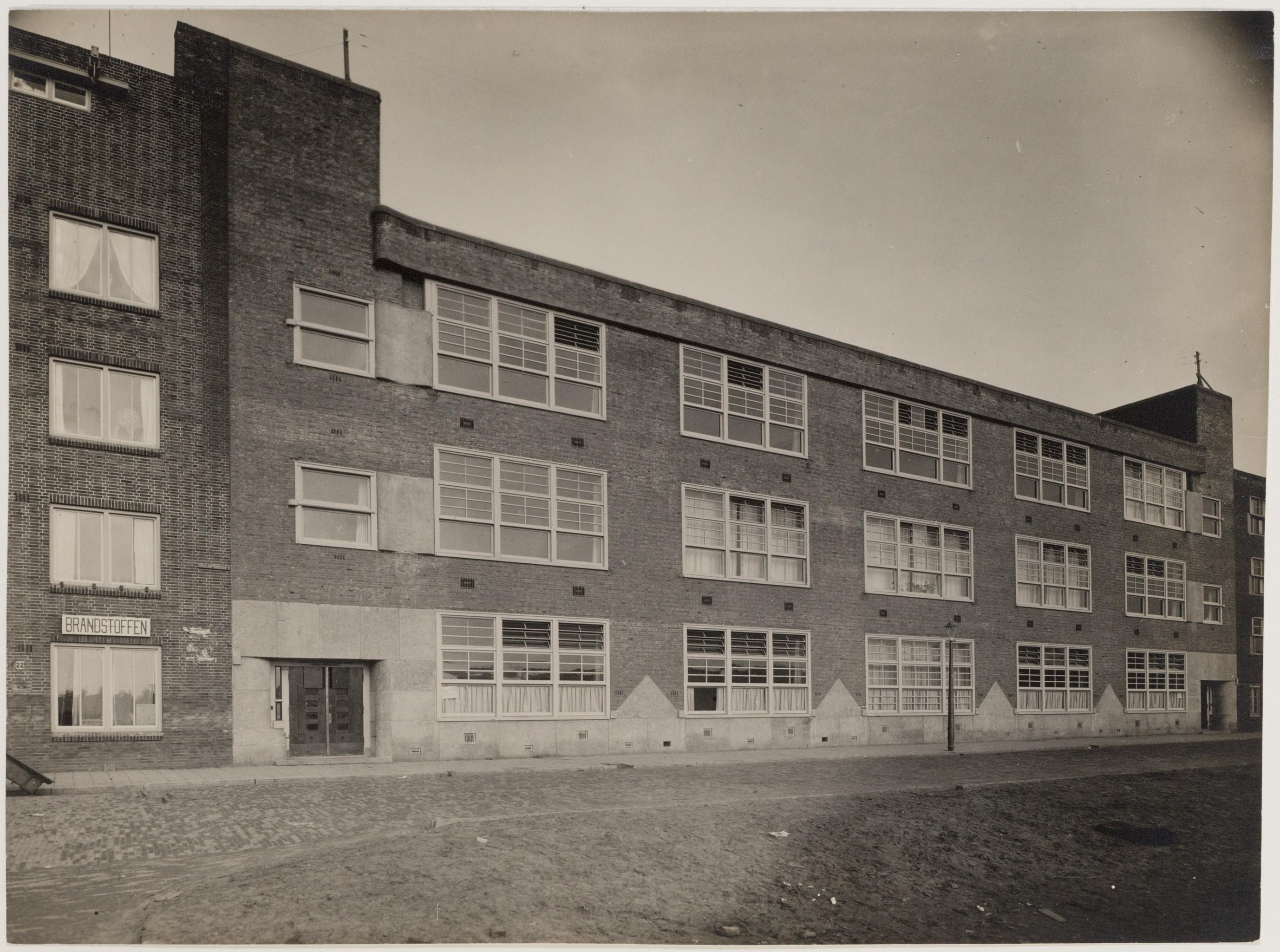
Balboastraat 18-20 na oplevering circa 1926

De Balboastraat is een straat in Amsterdam-West, De Baarsjes.

## Geschiedenis en ligging
De straat maakt onderdeel uit van het in 1922 gelanceerde Plan West. De straat werd oost-west aangelegd tussen de Admiralengracht en Hudsonstraat. De straat kreeg per raadsbesluit van 30 januari 1924 haar naam, een vernoeming naar ontdekkingsreiziger Vasco Núñez de Balboa. De straat heeft T-kruisingen aan begin en eind en vormt derhalve geen doorgaande route in de wijk; die route ligt op de Jan Evertsenstraat.
In Plan West was ook al een open ruimte aan de zuidkant van de straat gepland. Deze zou pas in 2004 haar naam krijgen: Balboaplein.

## Gebouwen
De huisnummers lopen op van 1 tot en met 58, maar de reeks oneven huisnummers eindigt al bij 33 (minder huizen aan die kant vanwege het Balboaplein). De huizen verschenen in de periode dat architecten ontwierpen in de stijl van de Amsterdamse School, al is hier veelal een sobere variant toegepast. Er is werk te vinden van gerenommeerde architecten:
- Jo van der Mey tekende voor Balboastraat 2-12 en 14/16 (rond 1926); de originele gevel is onherkenbaar geworden doordat er bij renovatie in de jaren 80 isolatie is aangebracht aan de buitengevels.
- Ernest Groosman ontwierp een school voor 18-20, het gebouw stamt uit 1968 en valt hiermee buiten de stijlperiode; hier stond vanaf de bouw van de wijk tot die tijd al een school (de Balboaschool kreeg het in 1934 al moeilijk vanwege te weinig leerlingen), maar hield het tot de jaren zestig vol onder namen als de Magalhaensschool en Bakkersvakschool Blaeu erf; in 1965 was het gebouw dusdanig vervallen dat de Bakkersvakschool er haar opleiding staakte.[1] Men sprak destijds van sloop zonder te slopen. De voorgevel zou blijven staan; de rest kreeg nieuwbouw, waarmee werd begonnen in mei 1966; men dacht in september van dat jaar klaar te zijn.[2] Toen de kozijnen voor de voorgevel geplaatst moesten worden, bleek ook de voorgevel te zwak en moest die alsnog gesloopt worden en weer opgetrokken; uiteindelijk werd het rond april 1969 opgeleverd. De kosten voor de renovatie waren tot 3,5 miljoen gulden opgelopen.[3]
- Jordanus Roodenburgh tekende 7 tot en met 17; Roodenburgh is te herkennen aan “zijn” hoekige portieken
- huisnummers 28-58 betreft een onderdeel van een bouwblok van A.A. van de Linde uit 1924
- Lau Peters tekende 19 tot en met 25; Arend Jan Westerman 27 tot en met 33.

De Bakkersschool van Groosman was lange tijd het grootste gebouw aan de straat, totdat Paul Wintermans en Tjeerd Welles het bouwblok aan het Balboaplein lieten bouwen; daarbij sneuvelden ook de woningen 1 en 3 en een daarop aangebrachte muurschildering.
Kunst in de openbare ruimte is hier eigenlijk niet, al staat aan de straat wel een social sofa, maar die staat meer op het plein dan aan de straat.

## Afbeeldingen

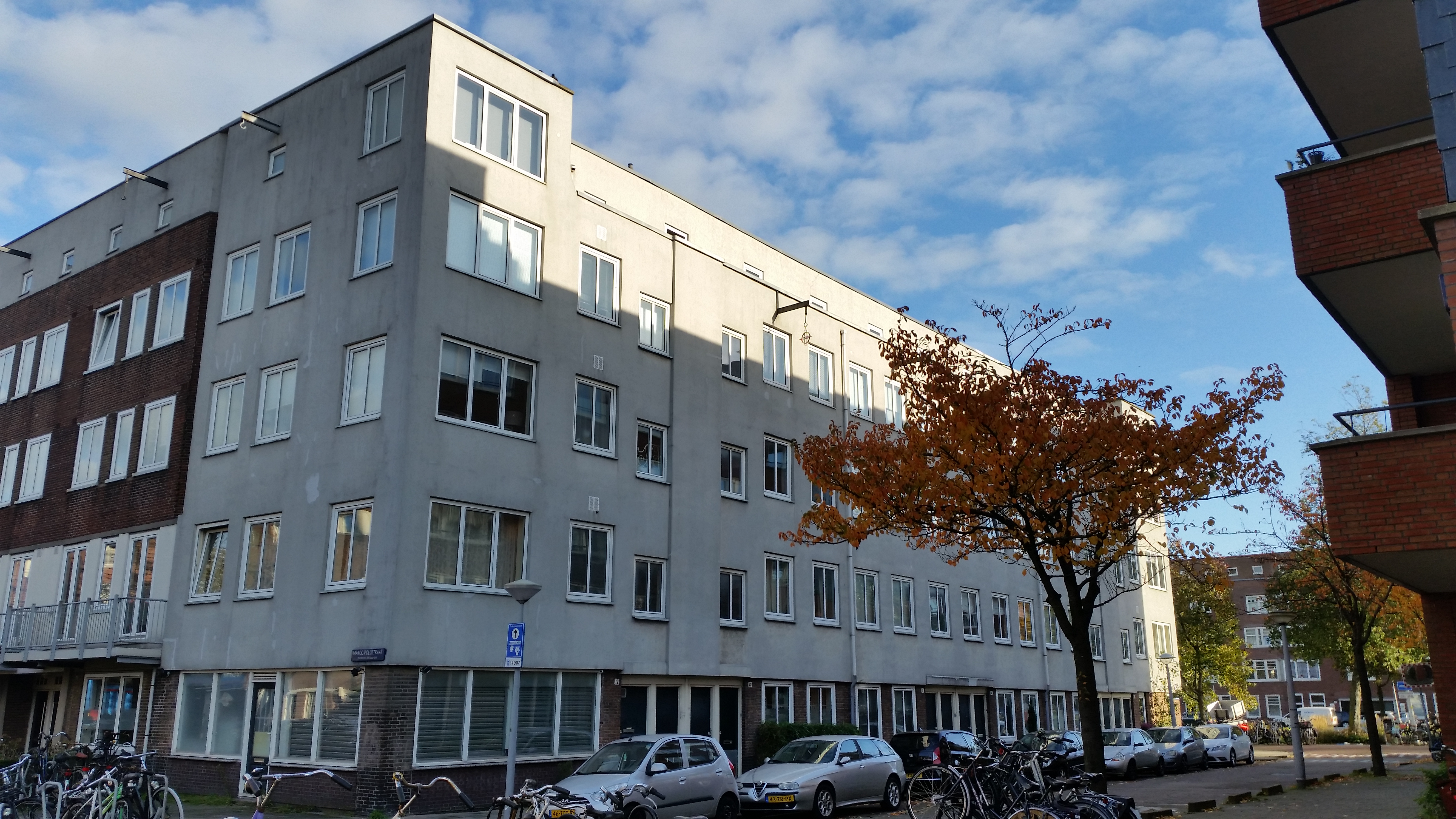
Balboastraat 2-12 van Van der Mey (november 2019)
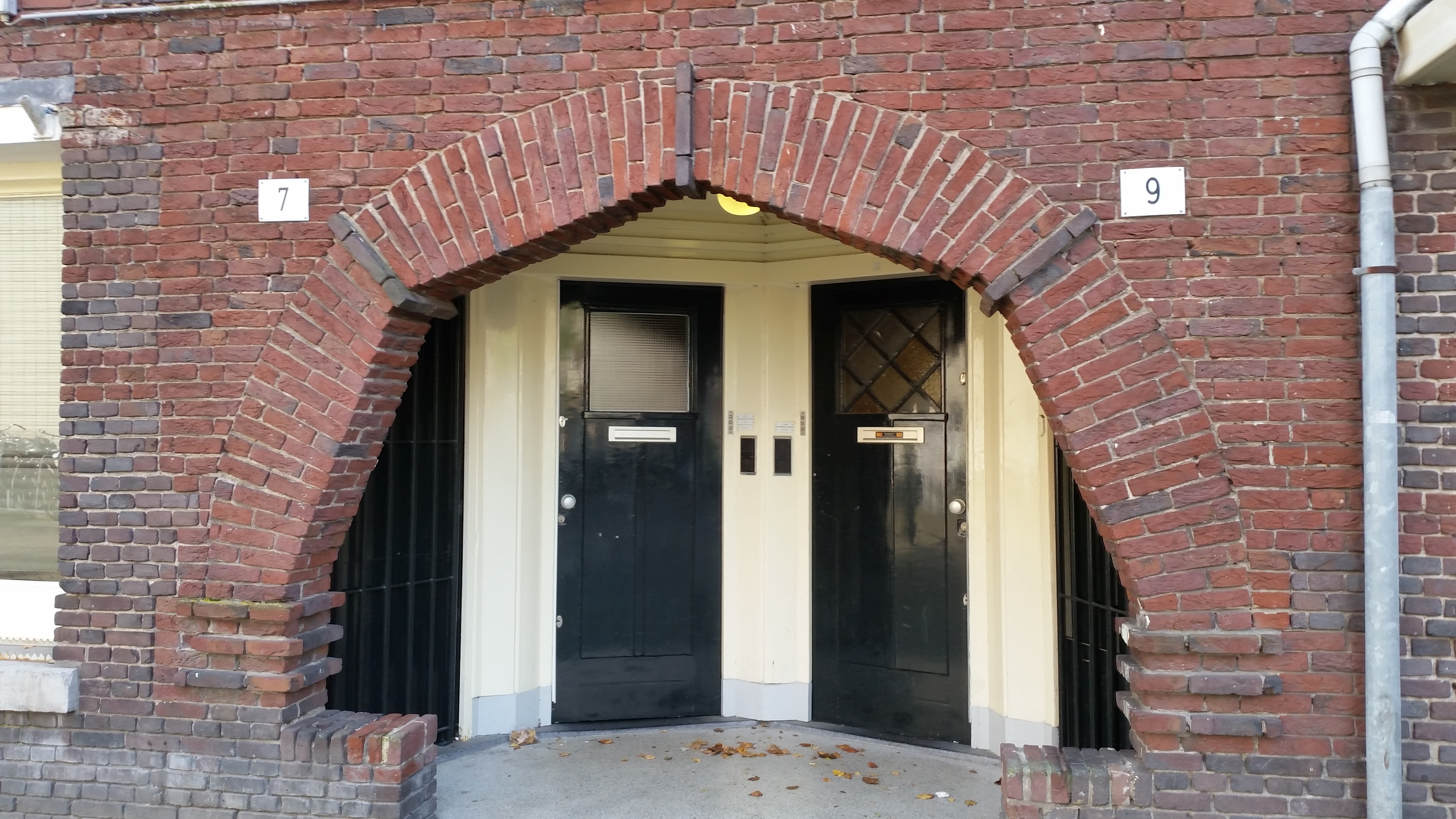
Portiek Balboastraat 7/9 van Roodenbrugh (november 2019)
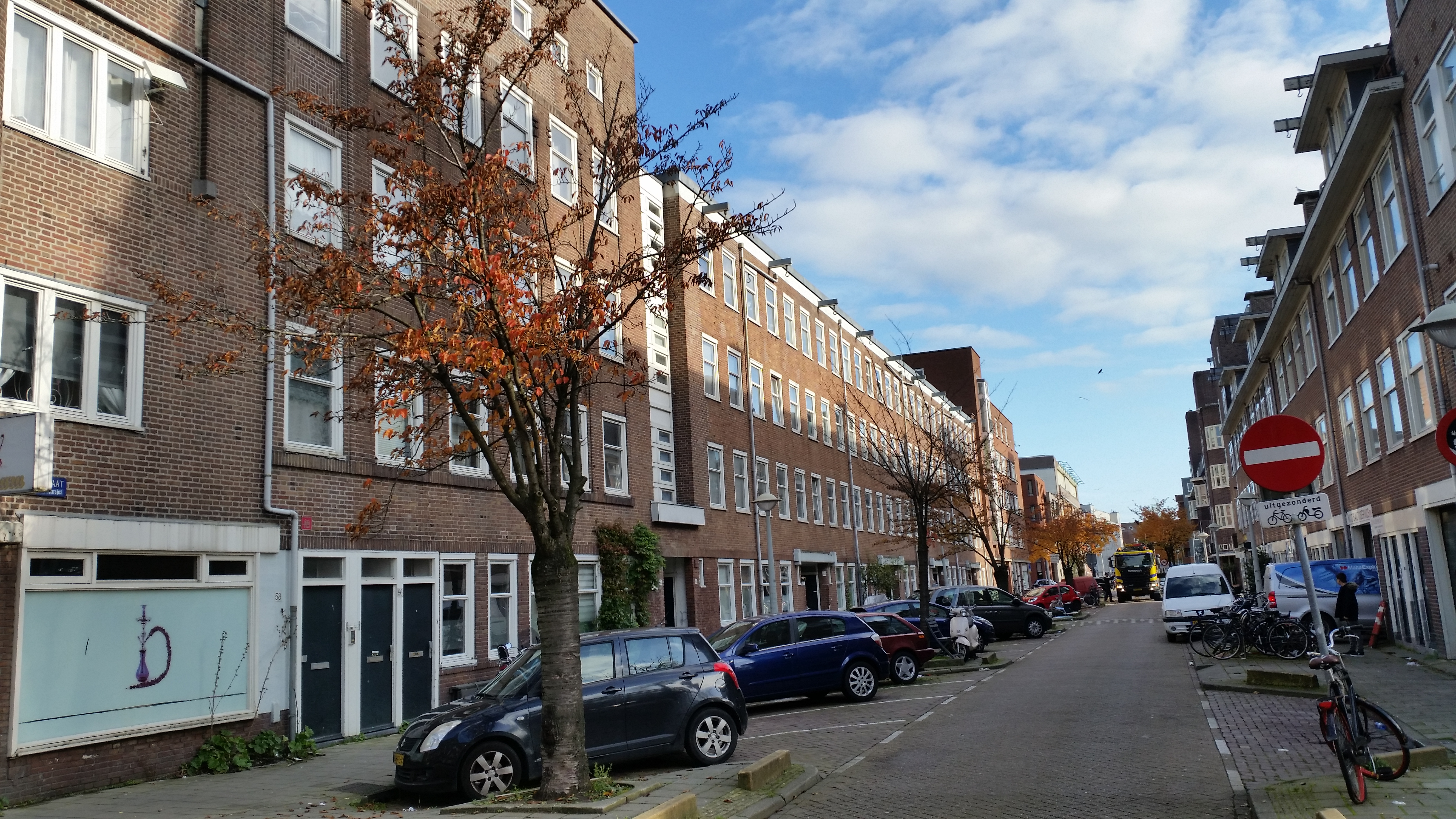
Balboastraat 28-58, van rechts naar links (november 2019)
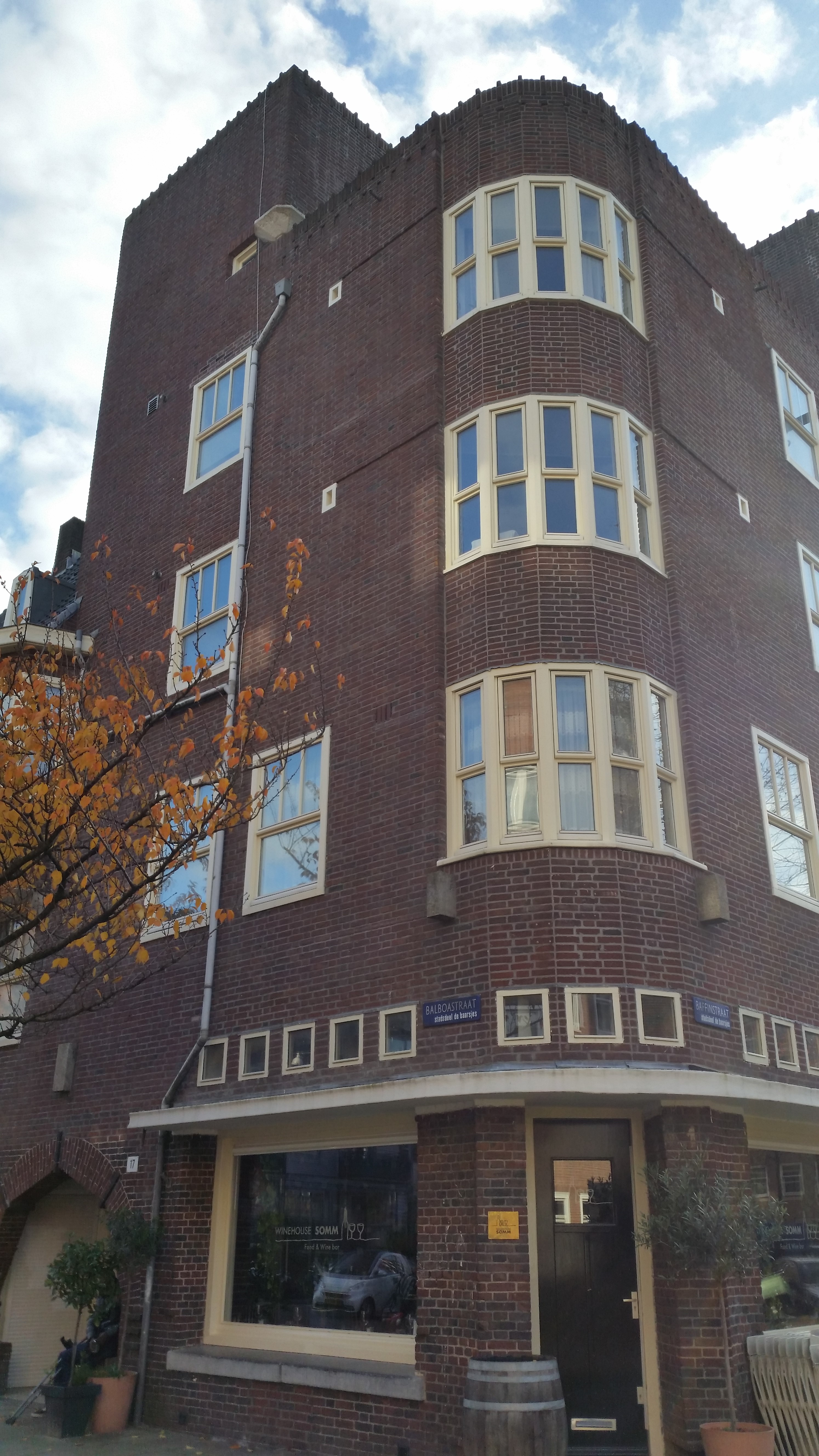
Hoek Balboastraat, Baffinstraat (november 2019)